# Min söte JEsu, du som ormsens hufwud kroszat
Min söte JEsu, du som ormsens hufwud kroszat är den enda barnsången i psalmboken Sions Sånger från 1810. Psalmen har, i sammanhanget, bara tre verser, vilket är intressant för denna psalmbok med upp till 40 verser för de enskilda psalmerna.  Varje vers är 4-radig. Sången ska sjungas till en melodi benämnd Mit hjerta fröjda i avkortad form. Troligen avser det psalm nummer 299 Mit hjerta frögda dig i 1695 års psalmbok, som var en allmänt känd psalm vid 1800-talets början. Det framgår inte av psalmboken vem som har författat texten. Melodin uppges i en koralbok från 1865 , för 1819 års psalmbok, vara en känd tysk melodi från 1600-talet utan att kompositörens namn anges. Melodin hade år 1819 nummer 79A.
De tre verserna för barn att sjunga har ett för herrnhutismen typiskt innehåll och barnen fick sjunga om sin synd, Jesus blod och död.

## Publicerad i
- Sions Sånger 1810 som nr 195 under rubriken "Barna-Sång".